# Ramon de Morais Motta
Ramon de Morais Motta, noto come Ramon (Cachoeiro de Itapemirim, 6 maggio 1988), è un ex calciatore brasiliano, di ruolo difensore.

## Carriera

### Club
Ramon inizia la sua carriera giovanile nel 2002 nel Real Club Salvador, ma viene subito notato dal club maggiore della stessa città il Vitória che lo lascia due anni al Salvador per acquistarlo nel 2004.
Nel Vitória non collezionerà nessuna presenza ma sarà notato dagli osservatori dell'Internacional che a fine stagione lo acquistano per farlo crescere. 
Proprio a Porto Alegre viene a contatto con altre tre giovani promesse, Sidnei, Alexandre Pato e Carlos Eduardo.
Con questi giocatori cresce per tre stagioni e mette in luce tutte le proprie capacità giocando prima con la selezione B e quindi con la prima squadra. Il debutto con l'Internacional avviene il 12 luglio 2006 contro il Ponte Preta in cui l'Internacional vince per 2 a 0. Nella stagione 2006 colleziona in tutto 10 presenze. Questa è la stagione della vittoria della Copa Libertadores e del Campionato mondiale per club FIFA; con la formazione Under-20 vince inoltre il campionato brasiliano.
Il 6 luglio 2011 firma un contratto quadriennale con il Corinthians.

## Palmarès

### Club

#### Competizioni giovanili
- Campionato brasiliano Under-20: 1

Internacional: 2006

#### Competizioni nazionali
- Coppa del Brasile: 1

Vasco da Gama: 2011
- Campionato brasiliano: 1

Corinthians: 2011